# Cáceres (jezero)
Laguna Cáceres je prirodno jezero u provinciji Germán Busch, departman Santa Cruz, na krajnjem istoku Bolivije. Dio lagune nalazi se unutar nacionalnog parka Otuquis i integriranog prirodnog područja upravljanja. Na obalama lagune se nalaze gradovi Puerto Suárez i Puerto Quijarro na teritoriju Bolivije, a povezan je s rijekom Paraguay putem kanala Tamengo. Laguna je duga 8,25 km, a široka 5,68 km, s površinom od 26,5 km², dosežući 200 km² tijekom kišne sezone.
Ova je laguna prvi put povezana cestom s ostatkom Bolivije prema prijedlogu Nacionalne kompanije Bolivije Miguela Suáreza Arane, predstavljenom 1. srpnja 1875.

## Ekološki problemi
Krčenje šuma negativno je utjecalo na područje lagune Cáceres, uzrokujući povećani protok otpada koji povećava sedimentaciju u laguni i njezinim pritokama. 2011. i 2012. pojavila su se upozorenja da bi laguna mogla presušiti u roku od 10 godina, a 2021. plovidba do kanala Tamengo iz lagune Cáceres postala je nemoguća zbog niskog vodostaja. 

## Vanjske poveznice
|  | Zajednički poslužitelj ima još gradiva o temi Cáceres (jezero) |